# Isaura Maenhaut
Isaura Maenhaut Van Lemberge (Brujas, 24 de diciembre de 1998) es una deportista belga que compite en vela en la clase 49er FX. Ganó dos medallas en el Campeonato Europeo de 49er, en los años 2024 y 2025.

## Palmarés internacional
| \| Campeonato Europeo \| Campeonato Europeo \| Campeonato Europeo \| Campeonato Europeo \| \| Año \| Lugar \| Medalla \| Clase \| \| ------------------ \| ------------------------- \| ------------------ \| ------------------ \| \| 2024 \| La Grande-Motte (Francia) \| Medalla de oro \| 49er FX \| \| 2025 \| Salónica (Grecia) \| Medalla de bronce \| 49er FX \| |                           |                   |         |
| Campeonato Europeo |                           |                   |         |
| Año | Lugar                     | Medalla           | Clase   |
| 2024 | La Grande-Motte (Francia) | Medalla de oro    | 49er FX |
| 2025 | Salónica (Grecia)         | Medalla de bronce | 49er FX |